# Xã Liverpool, Quận Medina, Ohio
Xã Liverpool (tiếng Anh: Liverpool Township) là một xã thuộc quận Medina, tiểu bang Ohio, Hoa Kỳ. Năm 2010, dân số của xã này là 5.127 người.